# Ngungu
Ngungu ist ein Ort im Territorium Masisi der Provinz Nord-Kivu im Osten der Demokratischen Republik Kongo.

## Lage
Innerhalb von Masisi befindet sich Ngungu in der groupement Ufamandu.

## Wirtschaft
Ngungu ist neben Rubaya einer der bedeutendsten Orte für den handwerklichen Bergbau im Territorium Masisi.

## Konflikte
Am 2. Mai 2024 eroberte die Rebellenmiliz Bewegung 23. März (M23) Ngungu.
Mitte Januar 2025 kam es um Ngungu erneut zu Kämpfen der kongolesischen Streitkräften (FARDC) und dem Milizenzusammenschluss Wazalendo mit der M23.